# Кража (фильм, 1989)
«Кража» — кинофильм.

## Сюжет
Нил Скиннер, работник службы безопасности ипподрома, был подставлен и по ложному обвинению отсидел в тюрьме четыре года. Виновник бед Скиннера — его партнёр по службе Эббет Беренс. Спустя четыре года он не только руководит службой безопасности ипподрома, но и заполучил Шейлу, бывшую подругу Скиннера. Скиннер решает отомстить и задумывает ограбление своего бывшего работодателя. В краже дневной выручки ему понадобятся помощники, в числе которых будут и другие работники ипподрома…

## В ролях
- Пирс Броснан — Нил Скиннер
- Том Скерритт — Эббет Беренс
- Уэнди Хьюз — Вашингтон
- Ноубл Уиллингэм — Стаки
- Том Откинс — Лиланд
- Роберт Проски — танцор
- Стивен Апостолина — Рамирес

## Создатели фильма
- Режиссёр — Стюарт Орм
- Авторы сценария — Уильям Айриш
- Продюсеры — Роберт Кристиансен
- Редактор — Джим Оливер
- Композитор — Артур Рубинштейн
- Оператор — Джордж Тирль

## Интересные факты
- В качестве музыкальной темы к фильму использовалась композиция группы Gipsy Kings «A Mi Manera», ошибочно указанная в титрах как «A Mi Minerva»